# Friedrich von Thun

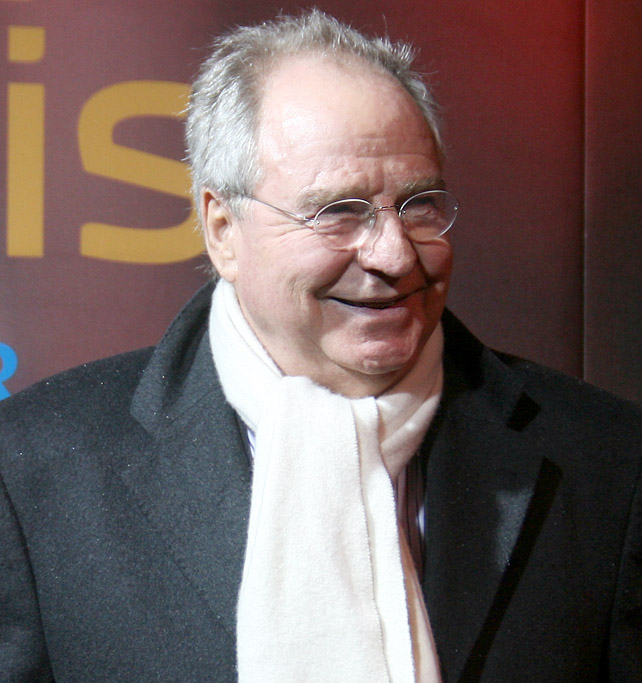
Friedrich von Thun, 2012

Friedrich von Thun (* 30. Juni 1942 in Kwassitz, Protektorat Böhmen und Mähren als Friedrich Ernst Peter Paul Maria Thun-Hohenstein) ist ein österreichischer Schauspieler.

## Familie
Friedrich wurde 1942 als jüngster von vier Söhnen und viertes von fünf Kindern von Ernst Thun-Hohenstein (1905–1985; geb. Graf von Thun und Hohenstein) und dessen Frau Marie Therese (1911–2007; geb. Freiin Wiedersperger von Wiedersperg) geboren.

## Leben
Nach dem Zweiten Weltkrieg, der Enteignung und Vertreibung sowie einem Aufenthalt in einem tschechoslowakischen Lager übersiedelte die Familie – seine Eltern, der dreijährige Friedrich und seine drei älteren Brüder Jaroslav (* 1935), Johann (1936–1993) und Franz (* 1939) – im Jahr 1945 von Mähren nach Österreich. Seine Schwester Elisabeth wurde 1949 in Litschau in Niederösterreich geboren. 1953 kam er mit seiner Familie nach Leoben, wo die Familie rund zehn Jahre lang in einem Haus in der Max-Tendler-Straße lebte. In dieser Zeit kam er auch zu ersten Kontakten mit dem Theater, als er Kinderaufführungen im Stadttheater Leoben besuchte. Die Volksschule besuchte er in Leoben-Stadt. Er selbst gastierte im Laufe seiner Karriere nur ein einziges Mal in Leoben, als er 1992 an der Seite von Christiane Hörbiger im Stück Das Konzert im Stadttheater Leoben zu sehen war. 2017 kam er für Dreharbeiten der Sendereihe Orte der Kindheit wieder in seine einstige Heimat zurück.
In Seckau in der Steiermark besuchte er das Abteigymnasium. Schon als Schüler spielte er in einer Theatergruppe und entdeckte so seine Begeisterung fürs Theater.
Nach der Matura 1960 studierte Thun in München Germanistik und Theaterwissenschaften und nahm privaten Schauspielunterricht. 1962 sprach er bei Axel von Ambesser vor. Dieser gab ihm erste kleine Filmrollen. Friedrich von Thun spielte in Kohlhiesels Töchter und Heirate mich, Cherie. Er besetzte die Rolle des Vetter Franz in dem von Ambesser inszenierten Film Die fromme Helene (1965). Ambesser verschaffte von Thun ein Engagement bei den renommierten Münchner Kammerspielen, wo er unter Ambessers Regie in Gewitter am See von Wolfgang Christlieb debütierte.
Inzwischen hat Friedrich von Thun in über 100 Fernseh- und Kinoproduktionen mitgewirkt. Gewöhnlich verkörpert er joviale Gestalten, Grandseigneurs oder den weltgewandten Gentleman, die mit ihrer Leutseligkeit oft ihre Intrigen und krummen Geschäfte bemänteln. Für den ORF drehte er auch eine Reihe von Dokumentarfilmen. Bekannt und populär wurde er besonders durch seine Rollen in Der Bastian, Die Verbrechen des Professor Capellari, Der Bulle von Tölz, Dr. Schwarz und Dr. Martin an der Seite von Senta Berger oder der Literaturverfilmung Eine blassblaue Frauenschrift.
1970 heiratete er Gabriele „Yella“ Bleyler (1941–2023). Aus dieser Ehe stammen zwei Kinder, Katharina Gioia (* 1974) und Max (* 1977), der ebenfalls Schauspieler ist. In zweiter Ehe heiratete Friedrich von Thun 1999 Gabriele „Gaby“ Schniewind (1952–2018). 2009 gab er die Trennung von ihr bekannt.

## Filmografie

### Kinofilme
- 1964: Lausbubengeschichten
- 1964: Die schwedische Jungfrau
- 1965: Die Herren
- 1965: Tante Frieda – Neue Lausbubengeschichten
- 1965: Das Liebeskarussell
- 1965: Die fromme Helene
- 1966: Onkel Filser – Allerneueste Lausbubengeschichten
- 1966: Liselotte von der Pfalz
- 1967: Wenn Ludwig ins Manöver zieht
- 1967: Geheimauftrag K (Assignment K)
- 1970: o.k.
- 1970: Schulmädchen-Report: Was Eltern nicht für möglich halten
- 1971: Der neue Schulmädchen-Report. 2. Teil: Was Eltern den Schlaf raubt
- 1972: Schulmädchen-Report. 3. Teil: Was Eltern nicht mal ahnen
- 1975: MitGift
- 1979: Sonntagskinder
- 1981: Wie der Mond über Feuer und Blut – Das erste Regierungsjahr Maria Theresias – Regie: Axel Corti
- 1986: Ginger und Fred
- 1990: Der schönste Busen der Welt (Kurzfilm)
- 1993: Schindlers Liste
- 1997: Die Apothekerin
- 2002: Der Stellvertreter
- 2015: Traumfrauen
- 2017: Die Hölle – Inferno
- 2019: Benjamin Blümchen
- 2024: Alter weißer Mann

### Fernsehfilme
- 1964: Harlekinade – Regie: Erich Neureuther
- 1972: Galgentoni
- 1973: Black Coffee
- 1974: Griseldis
- 1979: Verführungen – Regie: Michael Verhoeven
- 1979: Fallstudien
- 1984: Eine blassblaue Frauenschrift
- 1993: Der Fall Lucona
- 1995: Radetzkymarsch
- 1995: Ich liebe den Mann meiner Tochter – Regie: Vivian Naefe
- 1997: Post Mortem – Der Nuttenmörder
- 1997: Lamorte
- 1997: Baby Rex – Der kleine Kommissar
- 1998: Liebe und weitere Katastrophen
- 1999: Vino Santo – Es lebe die Liebe, es lebe der Wein (Vino Santo)
- 1999: Das Mädchen aus der Torte
- 2001: Herzensfeinde
- 2002: Unser Papa, das Genie
- 2002: Mann, oh Mann, oh Mann!
- 2003: Hitler – Aufstieg des Bösen (Hitler – The Rise of Evil)
- 2003: Eine Liebe in Afrika
- 2004: Kalter Frühling
- 2004: Mein Vater, meine Frau und meine Geliebte
- 2004: Männer im gefährlichen Alter
- 2005: Liebe wie am ersten Tag
- 2005: Sommer mit Hausfreund
- 2005: Tod eines Keilers (Der Keiler)
- 2006: Helen, Fred und Ted (Zweiteiler)
- 2007: Muttis Liebling
- 2006: Mein süßes Geheimnis
- 2007: Eine stürmische Bescherung
- 2007: Zeit zu leben
- 2008: Annas zweite Chance
- 2008: Der Froschkönig (ARD-Märchenfilmreihe Sechs auf einen Streich)
- 2008: Das Beste kommt erst
- 2009: Das Glück ist eine ernste Sache
- 2009: Die Rebellin
- 2009: Entführt!
- 2010: Aghet – Ein Völkermord
- 2010: Klarer Fall für Bär
- 2010: Wie ein Licht in der Nacht
- 2011: Wir sind doch Schwestern
- 2011: Die Abstauber
- 2011: Adel Dich
- 2011: Ein mörderisches Geschäft
- 2012: Hochzeiten
- 2012: In den besten Familien
- 2012: Clarissas Geheimnis
- 2013: Ein weites Herz – Schicksalsjahre einer deutschen Familie
- 2013: Familie Sonntag auf Abwegen
- 2013: Just Married – Hochzeiten zwei
- 2013: Harms
- 2013: Beste Bescherung
- 2013: Wenn es am schönsten ist
- 2014: Die Pilgerin (Zweiteiler)
- 2014: Das Attentat – Sarajevo 1914
- 2015: Letzte Ausfahrt Sauerland
- 2015: Die Tote aus der Schlucht
- 2015: Unsichtbare Jahre
- 2015: Das beste aller Leben
- 2018: Der Polizist und das Mädchen
- 2020: Vier Saiten

### Fernsehreihen und Serien
- 1958: Sie schreiben mit (Fernsehserie, Folge Die Entscheidung)
- 1965: Co-Pilot Mutesius (Fernsehserie, 5 Folgen)
- 1966: Die seltsamen Methoden des Franz Josef Wanninger (Fernsehserie, Folge Der Winterurlaub)
- 1968: Telekurs für Autofahrer (Fernsehserie, 12 Folgen)
- 1972: Tatort: Kressin und der Mann mit dem gelben Koffer (Fernsehreihe)
- 1973: Der Bastian (Fernsehserie, 7 Folgen)
- 1974: Motiv Liebe (Fernsehserie, Folge Ich wollte, dass er glücklich ist)
- 1975: Abenteuerlicher Simplicissimus (Fernsehvierteiler, 2 Teile)
- 1976: Bier und Spiele (Fernsehserie, 14 Folgen)
- 1977: Die Grashüpfer – Ritter der Lüfte (als Anthony Fuller)
- 1978: Wallenstein (Fernsehvierteiler, Teil Die großen Geschäfte)
- 1978: Fünf Freunde (Fernsehserie, 13 Folgen)
- 1979: Kommissariat 9 (Fernsehserie, Folge Gewußt wie)
- 1980–1981: Ringstraßenpalais (Fernsehserie, 7 Folgen)
- 1982: Mit Rose und Revolver (Les Brigades du Tigre, Fernsehserie, Folge Le temps des garçonnes)
- 1985: Gespenstergeschichten (Fernsehserie, Folge Ambrose Temple)
- 1986, 1995: Der Alte (Fernsehserie, verschiedene Rollen, 2 Folgen)
- 1986, 1997: Derrick (Fernsehserie, verschiedene Rollen, 2 Folgen)
- 1989: Blaues Blut (Fernsehserie, 2 Folgen)
- 1989–1990: Das Erbe der Guldenburgs (Fernsehserie, 25 Folgen)
- 1990: Zwei Supertypen in Miami: Die Schöne mit dem kleinen Tick (Detective Extralarge, Fernsehreihe)
- 1992: Das Kollier (Náhrdelník, Fernsehserie, 12 Folgen)
- 1992: Die Abenteuer des jungen Indiana Jones (The Young Indiana Jones Chronicles, Fernsehserie, 2 Folgen)
- 1993: Die Habsburger Eine europäische Familiengeschichte (Doku-Reihe, 12 Folgen)

- 1993: Tatort: Alles Palermo
- 1994–1996: Ärzte (Fernsehserie, 8 Folgen)
- 1996: Die Rückkehr des Sandokan (Il Ritorno di Sandokan, Fernsehvierteiler)
- 1996: Rosamunde Pilcher: Eine besondere Liebe (Fernsehreihe)
- 1996–1999: Der Bulle von Tölz (Fernsehreihe)
  - 1996: Das Amigo-Komplott
  - 1997: Eine Hand wäscht die andere
  - 1998: Tod eines Strohmanns
  - 1999: Ein Orden für den Mörder
- 1997: Zwei Brüder: Nervenkrieg (Fernsehreihe)
- 1998–2004: Die Verbrechen des Professor Capellari (Fernsehreihe) → siehe Folgen
- 1998: Kap der Guten Hoffnung (Fernsehreihe)
  - 1998: Neue Freunde
  - 1998: Afrika
  - 1998: Schatten der Vergangenheit
  - 1998: Vereintes Glück
- 1999: Tatort: Absolute Diskretion
- 2000: Fast ein Gentleman (Fernsehserie, 6 Folgen)
- 2007: Zodiak – Der Horoskop-Mörder (Fernsehvierteiler)
- 2007: Der Kommissar und das Meer: Näher als du denkst (Fernsehreihe)
- 2008: Dell & Richthoven (Fernsehserie, 4 Folgen)
- 2009: Ein starkes Team: Das große Fressen (Fernsehreihe)
- 2010: Rosamunde Pilcher: Lords lügen nicht
- 2011: Das Traumschiff: Bora Bora (Fernsehreihe)
- 2012: Spuren des Bösen: Racheengel (Fernsehreihe)
- 2012: Unter Verdacht: Das Blut der Erde (Fernsehreihe)
- 2013: Einsatz in Hamburg – Mord an Bord (Fernsehreihe)
- 2014: Utta Danella: Die Himmelsstürmer (Fernsehreihe)
- 2014: Rosamunde Pilcher: Besetzte Herzen
- 2014: Add a Friend (Fernsehserie, 3 Folgen)
- 2015–2020: Schwarzach 23 (Fernsehreihe)
  - 2015: … und die Hand des Todes
  - 2016: … und die Jagd nach dem Mordsfinger
  - 2018: … und der Schädel des Saatans
  - 2020: … und das mörderische Ich
- 2019: Unter Verdacht: Evas letzter Gang
- 2019: Die Inselärztin (Fernsehserie, 2 Folgen)
- seit 2018: Zimmer mit Stall (Fernsehreihe)
  - 2018: Ab in die Berge
  - 2019: Tierisch gute Ferien
  - 2019: Berge versetzen
  - 2020: Feuer unterm Dach
  - 2020: Die Waschbären sind los
  - 2021: Schwiegermutter im Anflug
  - 2021: Schwein gehabt
  - 2022: Über alle Berge
  - 2022: So ein Zirkus
  - 2023: Das Blaue vom Himmel
  - 2023: Kuhhandel
- 2021: Der Palast (Fernsehserie, 6 Folgen)

## Auszeichnungen
- 1999 Bambi
- 2006 Steiger Award
- 2006 Auslandsösterreicher des Jahres
- 2007 Bayerischer Fernsehpreis in der Kategorie „Fernsehfilme“ für Helen, Fred und Ted
- 2017 Sudetendeutscher Kulturpreis für darstellende und ausübende Kunst
- 2025 Großer Josef-Krainer-Preis[7][8]